# Da'irat al-Muchabarat al-Amma
Da'irat al-Muchabarat al-Amma (arabisch دائرة المخابرات العامة, DMG dāʾirat al-muḫābarāt al-ʿāmma; englisch General Intelligence Directorate, bzw. kurz GID) ist der Nachrichtendienst Jordaniens. Der GID wird als einer der wichtigsten Nachrichtendienste im Nahen Osten betrachtet und gilt als der professionellste und leistungsfähigste Nachrichtendienst in der arabischen Welt.
Dem GID werden Menschenrechtsverletzungen zur Last gelegt. 2006 dokumentierte der UN-Sonderberichterstatter über Folter den Einsatz von Folter durch den jordanischen Nachrichtendienst.

## Aufgabe, Arbeit und Vernetzung
Der GID gilt als besonders wichtiges Instrument im Kampf gegen den terroristischen Islamismus. Wiederholt gelang ihm die Einschleusung von Informanten in Terrororganisationen.
2009 wurde der jordanische Arzt Homam Khaleel Mohammad Abu Mallal, Berichten zufolge vom GID angeworben, um in Afghanistan al Qaida zu infiltrieren und Informationen zu beschaffen. Die Informationen sollten für den militärischen Einsatz der USA in Afghanistan Hinweise geben. Der 33-jährige Abu Mallal trug einen Sprengstoffgürtel unter der Kleidung, als er sich an Silvester 2009 zum Treffen mit einem US-Agenten in der Forward Operating Base Chapman im Osten Afghanistans nahe Khowst aufmachte. Er riss sieben CIA-Agenten und seinen jordanischen Führungsoffizier, Sharif Ali bin Zeid, mit in den Tod. Unter den getöteten CIA-Agenten war auch der zweithöchste CIA-Vertreter in Afghanistan.
2017 verhafteten deutsche Behörden den Deutschen “Alexander B.”, weil er nach Erkenntnissen des BfV eine Moschee in Hildesheim für den GID ausspioniert hatte.
Das Verhältnis des 1952 gegründeten Dienstes zum US-amerikanischen CIA ist so gut, dass der CIA-Verbindungsoffizier in Amman freien, unbegleiteten Zugang zu der festungsartigen Zentrale des GID hat. Besonders der gute Zugang des GID zu HUMINT-Quellen in der Region wird von anderen Diensten sehr geschätzt. Der GID pflegt ein gutes Verhältnis zum israelischen Mossad. US-Präsident Barack Obama vereinbarte 2008 mit König Abdullah II die Dienste Jordaniens mit jährlich dreistelligen Millionenbeträgen aus Mitteln des State Department and Foreign Operations-Topf zu unterstützen.

## Folter
Dem GID werden Menschenrechtsverletzungen zur Last gelegt. Der Europäische Gerichtshof für Menschenrechte untersagte 2012 die Auslieferung eines Islamisten aus Großbritannien nach Jordanien, weil dort kein ausreichender Schutz gegen Folter gegeben sei. Ausdrücklich wurde der Geheimdienst GID als nicht sicher vor Folter erwähnt.